# لئاندرینیو (بازیکن فوتبال، زاده ۲۰۰۵)
لئاندرینیو (انگلیسی: Leandrinho؛ زادهٔ ۱۷ مارس ۲۰۰۵) بازیکن فوتبال اهل برزیل است که در حال حاضر به صورت قرضی از واسکو دوگاما برای الشباب عربستان در پست مدافع بازی می‌کند.
وی همچنین در تیم ملی فوتبال زیر ۲۰ سال برزیل بازی کرده است.

## دوران باشگاهی
لئاندرینیو که در ریو دو ژانیرو به دنیا آمد، در سال ۲۰۱۲ و در هفت‌سالگی به تیم‌های پایهٔ واسکو دو گاما پیوست. در ۶ سپتامبر ۲۰۲۱، او نخستین قرارداد حرفه‌ای خود را تا ژوئن ۲۰۲۵ امضا کرد.
لئاندرینیو نخستین بازی خود با تیم اصلی را در ۱۸ ژانویه ۲۰۲۴ انجام داد. او در ترکیب اصلی به میدان رفت و گل دوم تیمش را در پیروزی خانگی ۲–۰ در رقابت‌های کمپئوناتو کاریوکا برابر بوآویستا به ثمر رساند. شش روز بعد، قرارداد خود را تا ژانویهٔ ۲۰۲۷ تمدید کرد.
لئاندرینیو در ۲۲ ژوئن ۲۰۲۴، نخستین بازی خود در سری آ را انجام داد. او در نیمهٔ دوم به جای لوکاس پیتون به میدان آمد و گل سوم تیمش را در پیروزی خانگی ۴–۱ برابر سائو پائولو به ثمر رساند.
در ۲۹ ژانویه ۲۰۲۵، لئاندرینیو با قراردادی قرضی شش‌ماهه به باشگاه الشباب در لیگ حرفه‌ای عربستان پیوست.